# 卷耳属
卷耳属（学名：Cerastium）是石竹科下的一个属，为一年生或多年生、被毛草本植物。该属含卷耳等60种，分布于北温带。